# Mizoram
Mizoram är en delstat i nordöstra Indien, och är en av de tre indiska delstaterna med en kristen majoritet. Folket kallas mizo och är en mongolisk etnicitet.

## Historia
Området som idag kallas Mizoram saknade fram till 1890 central administration. Folket där levde i cirka 300 byar som alla styrdes självständigt av en hövding för varje by. Mellan 1850 och 1890 annekterade britterna området och inlemmande det i den indiska kolonin under namnet Lushai Hills (Lushai är en engelsk felstavning på stamnamnet Lusei som folket i området då kallade sig). Administrativt låg norra delen av området under Assam och den södra delen låg under Bengalen. 1898 slogs dessa områden ihop och döptes till Lushai Hills Districted och administrerades under Assam. 1972 blev Lushai Hills ett unionsterritorium, vilket det var fram till 1987 då regionen blev Indiens 23:e delstat och antog namnet Mizoram. 
Mizoram ligger inklämt mellan Bangladesh i väster och Myanmar (Burma) i syd och öst. De indiska delstaterna Manipur, Assam och Tripura utgör tillsammans Indiens gräns mot norr. Själva ordet Mizoram betyder ”Mizos land” och Mizo är ett generellt namn på alla stammar inom Indien som tillhör "Kuki-chins" etniska familj och som har ett liknande språk och kultur. Exakt vilka stammar som kan betecknas som Mizos är dock inte klart definierat av någon part inom Indien, det lever även stammar inom Myanmar med samma bakgrund, språk och traditioner som de som lever i Mizoram. Även andra delstater inom Indien som gränsar mot Mizoram, har stambefolkningar med liknande ursprung och traditioner. 

### Kristendomens införande
11 januari 1894 räknas som den dag när kristendomen kom till det som idag är Mizoram. Den dagen kom de två walesiska missionärerna Fredrick William Savage och James Herbert Lorrain till byn, vad som idag är huvudstaden, Aizawl för att predika om Jesus Kristus för Lushai, vilket var det brittiska namnet för folket i området. Vid denna tid fanns inget skriftspråk som användes av folket. Att införa ett skriftspråk blev därmed ett av de första stegen för missionärerna. Orsaken till detta var för att kunna sprida sitt budskap i form av Bibelstudier och informationsblad. De införde det latinska alfabetet med en grov fonetisk grund för stavningen. Inom tre månader öppnades den första skolan, vilken hade två elever. Fyrtio år senare hade området Indiens högsta läs- och skrivkunnighet. De två walesiska missionärerna stannade i fyra år och ersattes efter det av missionärer från Wales. Efter cirka femtio år var så gott som alla Mizos kristna.
Numera är de ledande samfunden i Mizoram presbyterianerna, baptisterna, romersk-katolska kyrkan och frälsningsarmén.

## Etnologi
Mizostammarna och deras historik är i stor omfattning baserade på legender och traditioner. Den historiska utvecklingen av dessa stammar är otrolig svår att kartlägga. Det finns dock många traditionella historier, sånger och fabler som ger en liten inblick i stammarnas migration och historik. Det finns en relativt utbredd åsikt bland historiker, forskare och även Mizos själv att deras förfäder utvandrare från ett område i södra Kina som de själva benämner ”Chhingluing”. Om denna del av Mizos tidigaste historia är sann eller inte är dock omdiskuterad. Vad som är mer bevisbart är dock att Mizos kom från öster och att deras ursprungsområde finns i Mekongdalen. Under cirka 200 år, med början runt 1500-talet, levde folket i vad som idag är Myanmar på en plats som heter Legtlang. Det var under denna tid som en splittring av folket in i olika substammar blev markant. 
Stammar och substammar benämndes vid denna tid: Lusei, Ralte, Chawangthu, Khiangte, Hauhnar, Chuange, Chuanthang, Ngete, Punte och Parte. Dessa stammar och substammar började sin vandring, i olika faser, in i vad som är dagens Mizoram runt 1700-talets början och mitt. Möjliga orsaker bakom dessa omfattande folkvandringar var strider med andra stammar, svält och sökande efter säkrare och frodigare områden att leva i. Under den tidigare delen av 1700-talet kom den första stammen av Mizos över floden Tiau och bosatte sig i vad som idag är Mizoram, dessa kallades Kukis. Benämningen ”Kuki” har dock antagit mycket varierande betydelser under årens gång och på olika plaster i nordöstra Indien och Myanmar. I dagens Mizoram finns en folkgrupp som benämner sig som Kukis och som inte ser sig själva som Mizos. Men under den tidigare tiden var benämningen Kuki använd på samma sätt som begreppet Mizo idag, som ett samlingsnamn på denna folkgrupp. 
De stammar som idag kallar sig Mizo har haft olika namn under historien, ett gemensamt namn fanns dock innan begreppet Mizo och det var Lusei. Men stammarnas inbördes relationer och de olika namnen på substammarna är ständigt föränderliga, beroende på källan och även Mizos själva kan inte ge enkla svar på vad olika stammar hette vid olika tidpunkter eller varför. Konflikter mellan olika stammar har inte varit ovanliga och är ännu idag inte helt okända. Men till skillnad från tidigare så sker dessa konflikter med ord och inte med vapen. Det som gör att dessa stammar kan ses som en enhetlig folkgrupp är deras gemensamma kultur, med allt av det innebär av språk, traditioner och religion. Animism var den religion/naturreligion som var praktiserad innan kristendomen.

## Samhälle
Traditionellt levde Mizofolket i byar, oftast uppe på ett berg. I mitten av byn fanns hövdingens hydda och alla ungkarlar levde kollektivt i en hydda som kallades Zawlbuk. Detta ledde naturligen till en stark bykänsla och stor sammanhållning.
När Mizofolket blev kristna omformades hela det sociala livet. Den kristna tron har nu en stor betydelse för det vardagliga livet.
Idag lever majoriteten av befolkningen fortfarande i byar men två större städer har vuxit upp. Aizawl, vilket är delstatens huvudstad med cirka 160 000 invånare och Lunglei. I dessa städer har en välbärgad medelklass börjat uppstå. Denna medelklass har fått sin utbildning i andra delar av Indien. Men högre utbildningar erbjudes nu även i delstaten i en högre grad genom utbyggnad av Mizoram Universitet i Aizawl. Konceptet med byar som styrs av lokala hövdingar är helt försvunna och av de förr så vanliga "Zawlbuks" finns den enbart en kvar. Den fungerar som en turistattraktion. Under de senare åren har hela Mizoram genomgått ett metamorfos genom befolkningens ökade utbildning och av en ökad investering från centralregeringen i Delhi.

## Geografi
Mizoram är bergigt och ligger i ett strategiskt viktigt område vid Indiens gräns mot Bangladesh och Myanmar. Bergen har en genomsnittlig höjd av 900 m, och den högsta bergstoppen är Phawngpui med en höjd på 2.210 m. Klimatet påverkas av monsunen och temperaturerna är som lägst kring 11 grader Celsius på vintern och som högst kring 29 grader på sommaren. Från maj till september är nederbörden riklig.

## Ekonomi
90% av arbetskraften är jordbrukare.